# Srednji Poloj
 Srednji Poloj  falu Horvátországban, Károlyváros megyében. Közigazgatásilag Barilovićhoz tartozik.

## Fekvése
Károlyvárostól 27 km-re, községközpontjától 15 km-re délnyugatra a Kordun területén fekszik.

## Története
A településnek 1857-ben 133, 1910-ben 137 lakosa volt. Trianon előtt Modrus-Fiume vármegye Vojnići járásához tartozott. 2011-ben 12 lakosa volt.

## Lakosság
| Lakosság változása | Lakosság változása | Lakosság változása | Lakosság változása | Lakosság változása | Lakosság változása | Lakosság változása | Lakosság változása | Lakosság változása | Lakosság változása | Lakosság változása | Lakosság változása | Lakosság változása | Lakosság változása | Lakosság változása | Lakosság változása |
| ------------------ | ------------------ | ------------------ | ------------------ | ------------------ | ------------------ | ------------------ | ------------------ | ------------------ | ------------------ | ------------------ | ------------------ | ------------------ | ------------------ | ------------------ | ------------------ |
| 1857               | 1869               | 1880               | 1890               | 1900               | 1910               | 1921               | 1931               | 1948               | 1953               | 1961               | 1971               | 1981               | 1991               | 2001               | 2011               |
| 133                | 126                | 95                 | 118                | 136                | 137                | 131                | 139                | 122                | 118                | 105                | 84                 | 78                 | 47                 | 14                 | 12                 |